# Liste der Naturdenkmale im Stadtgebiet Mülheim an der Ruhr
Koordinaten: 51° 25′ 59″ N, 6° 52′ 59″ O
Rechtskraft seit 17. Mai 2018

Stadtwappen Mülheim an der Ruhr

Neben den Naturdenkmalen aus dem Landschaftsplan gibt es im Stadtgebiet von Mülheim an der Ruhr noch zahlreiche weitere Naturdenkmale.
Die Liste der Naturdenkmale im Stadtgebiet Mülheim an der Ruhr enthält besondere Bäume, Baumgruppen und Findlinge aus der Naturdenkmalverordnung von 2018. Die Neuaufstellung wurde notwendig, da viele der Bäume aus der ursprünglichen Festlegung aus dem Jahr 2007 heute nicht mehr existieren. Aufgrund von Alter, Krankheit oder aus Verkehrssicherheitsgründen mussten einige Bäume gefällt werden.
Der Sturm „Ela“ zu Pfingsten 2014 sorgte ebenfalls für schwerwiegende Verluste. Unter Bürgerbeteiligung wurden in den letzten Jahren neue Bäume als Naturdenkmale ernannt und in der aktuellen Naturdenkmalverordnung festgelegt. Darin sind an 106 verschiedenen Standorten 154 Bäume und 127 Findlinge und Quarzite gelistet.
| Denkmal-Nummer | Ort / Lage | Bezeichnung des ND                                  | Anzahl | Art                                                                              | Eingetragen seit | Schutzgrund                                                                                         | Beschreibung | Bild |
| -------------- | --- | --------------------------------------------------- | ------ | -------------------------------------------------------------------------------- | ---------------- | --------------------------------------------------------------------------------------------------- | --- | --- |
| ND 001         | Mülheim an der Ruhr-Broich Am Schloß Broich 28, im Hof des Schlosses Broich Karte                                                               | 2 Rosskastanien                                     | 2      | Rosskastanie (Aesculus hippocastanum)                                            | 2007             | Seltenheit Eigenart Schönheit                                                                       | Stammumfang: 3,52 m bzw. 2,76 m | Fotos hochladen |
| ND 002         | Mülheim an der Ruhr-Broich Hang, gegenüber dem Haus Kassenberg 82 / Ruhrblick Karte                                                             | 1 Blutbuche                                         | 1      | Blutbuche (Fagus sylvatica f. purpurea)                                          | 2007             | Seltenheit Eigenart Schönheit                                                                       | Stammumfang: 3,17 m | BW |
| ND 003         | Mülheim an der Ruhr-Broich hinter dem Wohnhaus Wilhelminenstraße 1 Karte                                                                        | 1 Platane                                           | 1      | Ahornblättrige Platane (Platanus acerifolia)                                     | 2007             | Seltenheit Eigenart Schönheit                                                                       | Stammumfang: 4,51 m | BW |
| ND 004         | Mülheim an der Ruhr-Fulerum Freifläche neben Kleiststraße 91 Karte                                                                              | 1 Rosskastanie                                      | 1      | Rosskastanie (Aesculus hippocastanum)                                            | 2007             | Seltenheit Eigenart Schönheit                                                                       | Stammumfang: 3,71 m | BW |
| ND 005         | Mülheim an der Ruhr-Fulerum vor dem Hause Max-Halbach-Straße 48 Karte                                                                           | 1 Hülse                                             | 1      | Stechpalme (Ilex aquifolium)                                                     | 2007             | Seltenheit Eigenart Schönheit                                                                       | Stammumfang: 2,34 m | BW |
| ND 006         | Mülheim an der Ruhr-Holthausen auf dem Grundstück Walkmühlenstraße 52 (Walkmühlen-Restaurant) Karte                                             | 1 Eiche (Kaiser-Eiche)                              | 1      | Stieleiche (Quercus robur)                                                       | 2007             | Seltenheit Eigenart Schönheit                                                                       | Stammumfang: 2,47 m Am Fuße der Eiche befindet sich eine Gedenktafel. Inschrift: „Kaiser-Eiche Gepflanzt am 20. März 1890 v. Krieger-Verein Holthausen Menden u. Raadt“      | BW |
| ND 007         | Mülheim an der Ruhr-Holthausen im Vorgarten des Hauses Tilsiter Straße 54 Karte                                                                 | 1 Platane                                           | 1      | Ahornblättrige Platane (Platanus acerifolia)                                     | 2007             | Seltenheit Eigenart Schönheit                                                                       | Stammumfang: 4,98 m | BW |
| ND 008         | Mülheim an der Ruhr-Holthausen im Vorgarten des Hauses Oppspring 41/43 Karte                                                                    | 1 Platane                                           | 1      | Ahornblättrige Platane (Platanus acerifolia)                                     | 2007             | Seltenheit Eigenart Schönheit                                                                       | Stammumfang: 5,31 m | BW |
| ND 009         | Mülheim an der Ruhr-Holthausen Grünanlage zwischen Kluse und Wittekindstraße (Klusepark) Karte                                                  | 1 Blutbuche                                         | 1      | Blutbuche (Fagus sylvatica f. purpurea)                                          | 2007 / 2018      | Seltenheit Eigenart Schönheit                                                                       | Stammumfang: ca. 5,60 m Höhe: ca. 22 m Alter: ca. 120 Jahre ND bestand ursprünglich aus 2 Blutbuchen.                                                                        | Fotos hochladen |
| ND 010         | Mülheim an der Ruhr-Holthausen Klusepark, zwischen Kluse und Wittekindstraße Karte                                                              | 1 Rosskastanie 1 Eiche (dreistämmig)                | 2      | 1× Rosskastanie (Aesculus hippocastanum) 1× Stieleiche (Quercus robur)           | 2007             | Seltenheit Eigenart Schönheit                                                                       | Stammumfang Kastanie: 3,47 m, Sie ist mit einer Esche zusammengewachsen. Stammumfang mehrstämmige Eiche: 2,26 m, 2,89 m und 1,70 m, abgebrochener Stamm durch Sturmschaden.  | Fotos hochladen |
| ND 012         | Mülheim an der Ruhr-Holthausen am nördl. Weg neben dem sog. engl. Garten, zwischen Werdener Weg und Untere Saarlandstraße (Witthausbusch) Karte | 1 Rotbuche                                          | 1      | Rotbuche (Fagus sylvatica)                                                       | 2007             | Seltenheit Eigenart Schönheit                                                                       | Stammumfang: 3,48 m | BW |
| ND 013         | Mülheim an der Ruhr-Holthausen Kahlenberg, am Ruhrhöhenweg Karte                                                                                | 1 Rotbuche (dreistämmig)                            | 1      | Rotbuche (Fagus sylvatica)                                                       | 2007             | Seltenheit Eigenart Schönheit                                                                       | Stammumfang: 5,15 m Buchengruppe mit zusammengewachsenen Stämmen. Naturdenkmal wurde im Oktober 2019 zerstört und entnaturdenkmalisiert.                                     | Fotos hochladen |
| ND 014         | Mülheim an der Ruhr-Holthausen am oberen Hangweg, zwischen Schülerbootshaus und Untere Saarlandstraße (Mülheimer Kanu-Gilde e. V.) Karte        | 1 Rotbuche                                          | 1      | Rotbuche (Fagus sylvatica)                                                       | 2007             | Seltenheit Eigenart Schönheit                                                                       | Stammumfang: 4,25 m | BW |
| ND 016         | Mülheim an der Ruhr-Menden vor den Häusern Parsevalstraße 38 u. 40 Karte                                                                        | 2 Rosskastanien                                     | 2      | Rosskastanie (Aesculus hippocastanum)                                            | 2007             | Seltenheit Eigenart Schönheit                                                                       | Stammumfang: 3,13 m bzw. 2,88 m | Fotos hochladen |
| ND 017         | Mülheim an der Ruhr-Menden vor dem Haus Parsevalstraße 35 Karte                                                                                 | 1 Eiche                                             | 1      | Stieleiche (Quercus robur)                                                       | 2007             | Seltenheit Eigenart Schönheit                                                                       | Stammumfang: 3,64 m | Fotos hochladen |
| ND 018         | Mülheim an der Ruhr-Menden vor dem Haus Parsevalstraße 7 Karte                                                                                  | 2 Edelkastanien                                     | 2      | Edelkastanie (Castanea sativa)                                                   | 2007             | Seltenheit Eigenart Schönheit                                                                       | Stammumfang: 4,74 m bzw. 3,18 m | Fotos hochladen |
| ND 020         | Mülheim an der Ruhr-Mülheim vor dem Haus Kappenstraße 45 / Striepens Weg Karte                                                                  | 3 Rosskastanien                                     | 3      | Rosskastanie (Aesculus hippocastanum)                                            | 2007             | Seltenheit Eigenart Schönheit                                                                       | Stammumfang: 3,67 m, 3,64 m und 3,15 m | BW |
| ND 022         | Mülheim an der Ruhr-Mülheim vor den Häusern Oberstraße 84–90 / Von-Bock-Straße Karte                                                            | 2 Platanen                                          | 2      | Ahornblättrige Platane (Platanus acerifolia)                                     | 2007             | Seltenheit Eigenart Schönheit                                                                       | Stammumfang: 4,05 m bzw. 4,43 m | Fotos hochladen |
| ND 023         | Mülheim an der Ruhr-Mülheim im Rondell, Ecke Paul-Essers-Straße / Von-Bock-Straße Karte                                                         | 1 Platane                                           | 1      | Ahornblättrige Platane (Platanus acerifolia)                                     | 2007             | Seltenheit Eigenart Schönheit                                                                       | Stammumfang: 3,77 m | Fotos hochladen |
| ND 024         | Mülheim an der Ruhr-Mülheim im Garten des Hauses Paul-Essers-Straße 30 / Von-Bock-Straße Karte                                                  | 1 Trauerweide                                       | 1      | Trauerweide (Salix babylonica)                                                   | 2007             | Seltenheit Eigenart Schönheit                                                                       | Stammumfang: 3,72 m | Fotos hochladen |
| ND 025         | Mülheim an der Ruhr-Mülheim Muhrenkamp 24 (St. Marien-Hospital, Rückseite) Karte                                                                | 1 Platane                                           | 1      | Ahornblättrige Platane (Platanus acerifolia)                                     | 2007             | Seltenheit Eigenart Schönheit                                                                       | Stammumfang: 3,86 m | Fotos hochladen |
| ND 026         | Mülheim an der Ruhr-Mülheim Ecke Kaiserstraße / Adolfstraße, am St. Marien-Hospital Karte                                                       | 1 Platane                                           | 1      | Ahornblättrige Platane (Platanus acerifolia)                                     | 2007             | Seltenheit Eigenart Schönheit                                                                       | Stammumfang: 4,25 m | Fotos hochladen |
| ND 027         | Mülheim an der Ruhr-Mülheim in der Grünanlage des alten Friedhofs Kettwiger Straße, Nähe Mahnmal Karte                                          | 1 Esche 1 Rosskastanie                              | 2      | 1× Esche (Fraxinus excelsior) 1× Rosskastanie (Aesculus hippocastanum)           | 2007             | Seltenheit Eigenart Schönheit                                                                       | Stammumfang Esche: 2,82 m Stammumfang Kastanie: 3,37 m | Fotos hochladen |
| ND 028         | Mülheim an der Ruhr-Mülheim auf dem alten Dimbeckfriedhof (Altstadtfriedhof) Karte                                                              | 1 Platane                                           | 1      | Ahornblättrige Platane (Platanus acerifolia)                                     | 2007             | Seltenheit Eigenart Schönheit                                                                       | Stammumfang: 4,55 m | Fotos hochladen |
| ND 030         | Mülheim an der Ruhr-Mülheim im Garten Hotel am Ruhrufer, Dohne 74 Karte                                                                         | 1 Sumpfzypresse                                     | 1      | Sumpfzypresse (Taxodium distichum)                                               | 2007             | Seltenheit Eigenart Schönheit                                                                       | Stammumfang: 3,80 m | Fotos hochladen |
| ND 031         | Mülheim an der Ruhr-Mülheim am Teich im Thyssenpark, Dohne Karte                                                                                | 3 Blutbuchen                                        | 3      | Blutbuche (Fagus sylvatica f. purpurea)                                          | 2007             | Seltenheit Eigenart Schönheit                                                                       | Stammumfang: 3,98 m, 3,77 m bzw. 4,36 m ND wurde bei Hochwasser im Juli 2021 zerstört                                                                                        | BW |
| ND 032         | Mülheim an der Ruhr-Mülheim Ecke Bleichstraße / Wilhelmstraße Karte                                                                             | 1 Platane                                           | 1      | Ahornblättrige Platane (Platanus acerifolia)                                     | 2007             | Seltenheit Eigenart Schönheit                                                                       | Stammumfang: ca. 5,00 m Höhe: ca. 35 m Kronendurchmesser: ca. 20 m Alter: ca. 120 Jahre                                                                                      | BW |
| ND 033         | Mülheim an der Ruhr-Mülheim im Garten des Hauses Auf dem Dudel 31 Karte                                                                         | 1 Eibe (zweistämmig) 1 Platane                      | 2      | 1× Eibe (Taxus baccata) 1× Ahornblättrige Platane (Platanus acerifolia)          | 2007             | Seltenheit Eigenart Schönheit                                                                       | Stammumfang zweistämmige Eibe: 1,55 m und 1,29 m Stammumfang Platane: 5,02 m                                                                                                 | [[Vorlage:Bilderwunsch/code!/C:51.4237,6.8776!/D:1 Eibe (zweistämmig) 1 Platane, im Garten des Hauses Auf dem Dudel 31!/\|BW]] |
| ND 034         | Mülheim an der Ruhr-Mülheim Grüneck 6 Karte | 1 Platane                                           | 1      | Ahornblättrige Platane (Platanus acerifolia)                                     | 2007             | Seltenheit Eigenart Schönheit                                                                       | Stammumfang: 5,31 m | BW |
| ND 035         | Mülheim an der Ruhr-Mülheim Friedrichstraße 52, Ecke Wilhelmstraße Karte                                                                        | 1 Blutbuche                                         | 1      | Blutbuche (Fagus sylvatica f. purpurea)                                          | 2007             | Seltenheit Eigenart Schönheit                                                                       | Stammumfang: ca. 3,50 m Höhe: ca. 20 m Kronenbereich wurde zur Windentlastung beschnitten und Äste im oberen Bereich mit Sonnenschutzmittel bestrichen.                      | BW |
| ND 036         | Mülheim an der Ruhr-Mülheim hinter dem Wohnhaus Grüneck 9 Karte                                                                                 | 1 Zeder                                             | 1      | Zeder (Cedrus spec.)                                                             | 2007             | Seltenheit Eigenart Schönheit                                                                       | Stammumfang: 2,43 m | BW |
| ND 037         | Mülheim an der Ruhr-Mülheim Ecke Bleichstraße / Grüneck Karte                                                                                   | 1 Platane                                           | 1      | Ahornblättrige Platane (Platanus acerifolia)                                     | 2007             | Seltenheit Eigenart Schönheit                                                                       | Stammumfang: 5,15 m | BW |
| ND 038         | Mülheim an der Ruhr-Mülheim im Botanischen Garten, Ecke Schulstraße / Dohne (Dohnepark) Karte                                                   | 1 Sumpfzypresse                                     | 1      | Sumpfzypresse (Taxodium distichum)                                               | 2007             | Seltenheit Eigenart Schönheit                                                                       | Stammumfang: 2,77 m | Fotos hochladen |
| ND 039         | Mülheim an der Ruhr-Mülheim Hof der evangelischen Familienbildungsstätte (Haus am Scharpenberg), Scharpenberg 1B / Kettwiger Straße Karte       | 1 Ahornbaum                                         | 1      | Ahornbaum (Acer spec.)                                                           | 2007             | Seltenheit Eigenart Schönheit                                                                       | Stammumfang: 3,64 m | BW |
| ND 040         | Mülheim an der Ruhr-Mülheim auf dem Kinderspielplatz, Ecke Schulstraße / Biesenbach Karte                                                       | 1 Schwarzpappel                                     | 1      | Schwarzpappel (Populus nigra)                                                    | 2007             | Seltenheit Eigenart Schönheit                                                                       | Stammumfang: 4,47 m | Fotos hochladen |
| ND 041         | Mülheim an der Ruhr-Mülheim auf dem Parkplatz an der Delle Karte                                                                                | 1 Rosskastanie                                      | 1      | Rosskastanie (Aesculus hippocastanum)                                            | 2007             | Seltenheit Eigenart Schönheit                                                                       | Stammumfang: 3,69 m | Fotos hochladen |
| ND 042         | Mülheim an der Ruhr-Mülheim im Garten des Hauses Ruhrstraße 7 Karte                                                                             | 1 Eibe (zweistämmig)                                | 1      | Eibe (Taxus baccata)                                                             | 2007             | Seltenheit Eigenart Schönheit                                                                       | Stammumfang: 1,30 und 0,85 m | BW |
| ND 045         | Mülheim an der Ruhr-Mülheim in den Ruhranlagen, zwischen Schloßbrücke und Schleuse Karte                                                        | 2 Platanen                                          | 2      | Ahornblättrige Platane (Platanus acerifolia)                                     | 2007             | Seltenheit Eigenart Schönheit                                                                       | Stammumfang: 4,03 m bzw. 4,38 m | Fotos hochladen |
| ND 046         | Mülheim an der Ruhr-Mülheim am neuen Rathausteil, Am Rathaus 15 / Ruhrpromenade Karte                                                           | 1 Platane                                           | 1      | Ahornblättrige Platane (Platanus acerifolia)                                     | 2007             | Seltenheit Eigenart Schönheit                                                                       | Stammumfang: 3,86 m | Fotos hochladen |
| ND 047         | Mülheim an der Ruhr-Mülheim im Garten Aktienstraße 1/7 Karte                                                                                    | 1 Platane                                           | 1      | Ahornblättrige Platane (Platanus acerifolia)                                     | 2007             | Seltenheit Eigenart Schönheit                                                                       | Stammumfang: 4,04 m | Fotos hochladen |
| ND 048         | Mülheim an der Ruhr-Saarn vor dem Haus Düsseldorfer Straße 162 Karte                                                                            | 1 Hülse                                             | 1      | Stechpalme (Ilex aquifolium)                                                     | 2007             | Seltenheit Eigenart Schönheit                                                                       | Stammumfang: 1,54 m | BW |
| ND 049         | Mülheim an der Ruhr-Saarn im Garten des Hauses Otto-Pankok-Straße 63 Karte                                                                      | 2 Eiben, 8 Hülsen                                   | 10     | 2× Eibe (Taxus baccata) 8× Stechpalme (Ilex aquifolium)                          | 2007 / 2018      | Seltenheit Eigenart Schönheit                                                                       | Eibe Stammumfang: 1,39 m bzw. 1,50 m Stechpalme Stammumfang: 0,61 – 1,15 m Zu dem ND zählten ursprünglich auch 2 Pappeln (Populus nigra).                                    | BW |
| ND 050         | Mülheim an der Ruhr-Saarn am Teich unterhalb der Saarner Klosterkirche Karte                                                                    | 1 Esche                                             | 1      | Esche (Fraxinus excelsior)                                                       | 2007             | Seltenheit Eigenart Schönheit                                                                       | Stammumfang: 3,71 m | BW |
| ND 051         | Mülheim an der Ruhr-Saarn im Vorgarten der Häuser Nachbarsweg 87 a und 89 Karte                                                                 | 2 Ginkgobäume                                       | 2      | Ginkgo (Ginkgo biloba)                                                           | 2007             | Seltenheit Eigenart Schönheit                                                                       | Stammumfang: 1,78 m bzw. 1,39 m | BW |
| ND 052         | Mülheim an der Ruhr-Saarn auf dem Nachbarsweg, gegenüber der Einmündung Saarbrücker Weg Karte                                                   | 2 Eichen                                            | 2      | Stieleiche (Quercus robur)                                                       | 2007             | Seltenheit Eigenart Schönheit                                                                       | Stammumfang: 3,92 m bzw. 2,73 m | BW |
| ND 053         | Mülheim an der Ruhr-Speldorf Freifläche neben Arthur-Brocke-Allee 26 Karte                                                                      | 1 Edelkastanie                                      | 1      | Edelkastanie (Castanea sativa)                                                   | 2007             | Seltenheit Eigenart Schönheit                                                                       | Stammumfang: 4,20 m | BW |
| ND 054         | Mülheim an der Ruhr-Styrum Im Vorgarten des Pastorats Kaiser-Wilhelm-Straße 23 Karte                                                            | 1 Blutbuche                                         | 1      | Blutbuche (Fagus sylvatica f. purpurea)                                          | 2007             | Seltenheit Eigenart Schönheit                                                                       | Stammumfang: 3,39 m | BW |
| ND 055         | Mülheim an der Ruhr-Broich Grünanlage vor dem Schloß Broich Karte                                                                               | 1 Quarzit                                           | 1      | Findling (Quarzit)                                                               | 2007             | Wissenschaftliche Gründe Naturgeschichtliche Gründe Landeskundliche Gründe Erdgeschichtliche Gründe | Maße: 3,40 × 2,00 × 1,70 m | Fotos hochladen |
| ND 056         | Mülheim an der Ruhr-Broich neben dem Büro des Straßenbahn-Depots, Duisburger Straße 80 Karte                                                    | 1 Findling                                          | 1      | Findling                                                                         | 2007             | Wissenschaftliche Gründe Naturgeschichtliche Gründe Landeskundliche Gründe Erdgeschichtliche Gründe | Maße: 1,00 × 0,75 × 0,50 m | BW |
| ND 057         | Mülheim an der Ruhr-Broich im Vorgarten des Hauses Großenbaumer Straße 48 Karte                                                                 | 1 Findling                                          | 1      | Findling                                                                         | 2007             | Wissenschaftliche Gründe Naturgeschichtliche Gründe Landeskundliche Gründe Erdgeschichtliche Gründe | Maße: 1,00 × 0,65 × 0,50 m | BW |
| ND 058         | Mülheim an der Ruhr-Broich im Garten Fuchsgrube 39 Karte                                                                                        | 1 Findling                                          | 1      | Findling                                                                         | 2007             | Wissenschaftliche Gründe Naturgeschichtliche Gründe Landeskundliche Gründe Erdgeschichtliche Gründe | Maße: 1,00 × 0,75 × 0,45 m | BW |
| ND 059         | Mülheim an der Ruhr-Dümpten Spielplatz „Auf dem Bruch“ / Wittkamp Karte                                                                         | 1 Findling                                          | 1      | Findling                                                                         | 2007             | Wissenschaftliche Gründe Naturgeschichtliche Gründe Landeskundliche Gründe Erdgeschichtliche Gründe | Maße: 1,70 × 1,45 × 0,90 m | BW |
| ND 060         | Mülheim an der Ruhr-Dümpten im Wittkampsbusch, westlich Friedhof / Sportplatz Schildberg Karte                                                  | 5 Quarzite + 3 Quarzite                             | 8      | Findling (Quarzit)                                                               | 2007             | Wissenschaftliche Gründe Naturgeschichtliche Gründe Landeskundliche Gründe Erdgeschichtliche Gründe | Maße 5 Quarzite: 2,30 × 1,30 × 0,80 m 1,00 × 0,80 × 0,45 m 1,25 × 0,90 × 0,50 m 1,60 × 0,70 × 0,50 m 1,40 × 1,15 × 0,50 m Maße 3 Quarzite: je 0,40 × 0,40 × 0,25 m           | BW |
| ND 061         | Mülheim an der Ruhr-Heißen auf dem Sportplatz Rudolf-Harbig-Straße 11 Karte                                                                     | 1 Quarzit                                           | 1      | Findling (Quarzit)                                                               | 2007             | Wissenschaftliche Gründe Naturgeschichtliche Gründe Landeskundliche Gründe Erdgeschichtliche Gründe | Maße: 3,00 × 3,20 × 0,80 m | BW |
| ND 062         | Mülheim an der Ruhr-Holthausen im Vorgarten des Hauses Semmelweisstraße 53 Karte                                                                | 3 Findlinge                                         | 3      | Findling                                                                         | 2007             | Wissenschaftliche Gründe Naturgeschichtliche Gründe Landeskundliche Gründe Erdgeschichtliche Gründe | Maße: 1,90 × 1,10 × 0,60 m 1,80 × 1,20 × 0,70 m 1,10 × 0,60 × 0,50 m | BW |
| ND 063         | Mülheim an der Ruhr-Mülheim im Grünstreifen Heißener Straße / Ecke Klöttschen Karte                                                             | 2 Findlinge                                         | 1      | Findling                                                                         | 2007             | Wissenschaftliche Gründe Naturgeschichtliche Gründe Landeskundliche Gründe Erdgeschichtliche Gründe | Maße großer Findling unterm Baum: 1,50 × 0,90 × 0,70 m Der 2. kleinere Findling Ecke Klöttschen ist bei Straßenbauarbeiten in den Graben gerutscht und seit dem verschollen. | Fotos hochladen |
| ND 064         | Mülheim an der Ruhr-Mülheim hinter dem Haus Eppinghofer Straße 108 Karte                                                                        | 1 Findling                                          | 1      | Findling                                                                         | 2007             | Wissenschaftliche Gründe Naturgeschichtliche Gründe Landeskundliche Gründe Erdgeschichtliche Gründe | Maße: 1,30 × 1,40 × 0,90 m Der Stein liegt unter einer Tanne am Treppenaufgang im Hinterhof.                                                                                 | BW |
| ND 065         | Mülheim an der Ruhr-Raadt im Garten des NaturFreundehaus (Ruhrtalhaus), Böllrodt 3 Karte                                                        | 8 Quarzite                                          | 8      | Findling (Quarzit)                                                               | 2007             | Wissenschaftliche Gründe Naturgeschichtliche Gründe Landeskundliche Gründe Erdgeschichtliche Gründe | Maße: 0,90 × 0,70 × 0,40 m 0,90 × 0,60 × 0,45 m 1,05 × 0,80 × 0,50 m 0,40 × 0,60 × 0,20 m und 4 kleinere Quarzite                                                            | BW |
| ND 066         | Mülheim an der Ruhr-Raadt auf dem Grundstück des Evangelischen Wohnstift Raadt, Parsevalstraße 111 Karte                                        | 1 Findling, 4 Quarzite                              | 5      | 1× Findling 4× Findling (Quarzit)                                                | 2007             | Wissenschaftliche Gründe Naturgeschichtliche Gründe Landeskundliche Gründe Erdgeschichtliche Gründe | Maße: 1,70 × 1,15 × 0,65 m 1,30 × 1,05 × 0,45 m 2,10 × 1,50 × 0,35 m 1,00 × 0,95 × 0,40 m 1,50 × 0,90 × 0,40 m                                                               | BW |
| ND 067         | Mülheim an der Ruhr-Raadt im Vor- und Hausgarten Windmühlenstraße 14 Karte                                                                      | 1 Granit, 70 Quarzite                               | 71     | 1× Findling (Granit) 70× Findling (Quarzit)                                      | 2007             | Wissenschaftliche Gründe Naturgeschichtliche Gründe Landeskundliche Gründe Erdgeschichtliche Gründe | Maße Granitfindling: 0,40 × 0,40 × 0,30 m und Quarzite von 1,08 × 0,60 × 0,28 m bis 0,15 × 0,15 × 0,15 m                                                                     | BW |
| ND 068         | Mülheim an der Ruhr-Saarn vor dem Haus Waldbleeke 15 Karte                                                                                      | 1 Findling roter Granit                             | 1      | Findling (Roter Granit)                                                          | 2007             | Wissenschaftliche Gründe Naturgeschichtliche Gründe Landeskundliche Gründe Erdgeschichtliche Gründe | Maße: 1,10 × 0,85 × 0,50 m | BW |
| ND 069         | Mülheim an der Ruhr-Saarn an der Nesselbleck 15 Karte                                                                                           | 1 Findling                                          | 1      | Findling                                                                         | 2007             | Wissenschaftliche Gründe Naturgeschichtliche Gründe Landeskundliche Gründe Erdgeschichtliche Gründe | Maße: 1,15 × 0,90 × 0,50 m | BW |
| ND 070         | Mülheim an der Ruhr-Saarn Im Garten des Hauses Otto-Pankok-Straße 63 Karte                                                                      | 2 Findlinge, 2 Quarzite                             | 4      | Findling                                                                         | 2007             | Wissenschaftliche Gründe Naturgeschichtliche Gründe Landeskundliche Gründe Erdgeschichtliche Gründe | Maße: 2,50 × 1,48 × 1,80 m 0,90 × 0,85 × 0,88 m und 1,05 × 1,75 × 0,45 m 1,50 × 1,00 × 0,70 m                                                                                | BW |
| ND 071         | Mülheim an der Ruhr-Saarn im Vorgarten des Hauses Großenbaumer Straße 141 Karte                                                                 | 1 Findling                                          | 1      | Findling (Dunkler Granit)                                                        |                  | Wissenschaftliche Gründe Naturgeschichtliche Gründe Landeskundliche Gründe Erdgeschichtliche Gründe | Maße: 1,00 × 0,95 × 0,50 m | BW |
| ND 072         | Mülheim an der Ruhr-Selbeck Theodor-Fliedner-Dorf, auf dem Grundstück Am Mühlenhof 150 / 152 Karte                                              | 1 Findling                                          | 1      | Findling                                                                         | 2007             | Wissenschaftliche Gründe Naturgeschichtliche Gründe Landeskundliche Gründe Erdgeschichtliche Gründe | Maße: 0,50 × 0,60 × 0,50 m | BW |
| ND 073         | Mülheim an der Ruhr-Styrum vor dem Schulgebäude der Brüder Grimm Schule, Zastrowstraße 19–21 Karte                                              | 1 Findling                                          | 1      | Findling                                                                         | 2007             | Wissenschaftliche Gründe Naturgeschichtliche Gründe Landeskundliche Gründe Erdgeschichtliche Gründe | Maße: 1,30 × 1,00 × 1,00 m | BW |
| ND 074         | Mülheim an der Ruhr-Broich auf dem Grundstück Am Bahnhof Broich 10 Karte                                                                        | 1 Platane                                           | 1      | Ahornblättrige Platane (Platanus acerifolia)                                     | 2007             | Seltenheit Eigenart Schönheit                                                                       | Stammumfang: 3,70 m | Fotos hochladen |
| ND 075         | Mülheim an der Ruhr-Broich vor dem Haus Kurfürstenstraße 40 Karte                                                                               | 1 Eibe                                              | 1      | Eibe (Taxus baccata)                                                             | 2007             | Seltenheit Eigenart Schönheit                                                                       | Stammumfang: 1,88 m | BW |
| ND 076         | Mülheim an der Ruhr-Broich Am Kinderspielplatz Hardenbergstraße, Nähe Sport Treff. Karte                                                        | 3 Platanen                                          | 3      | Ahornblättrige Platane (Platanus acerifolia)                                     | 2007             | Seltenheit Eigenart Schönheit                                                                       | Stammumfang: 3,71 m, 3,19 m bzw. 2,88 m | BW |
| ND 078         | Mülheim an der Ruhr-Mülheim im Garten des Grundstücks Grüneck 9 Karte                                                                           | 1 Eibe                                              | 1      | Eibe (Taxus baccata)                                                             | 2007             | Seltenheit Eigenart Schönheit                                                                       | Stammumfang: 2,52 m | BW |
| ND 079         | Mülheim an der Ruhr-Mülheim Althofstraße 9 (Altenhof), Treppenaufgang Kaiserstraße zur Altstadt. Karte                                          | 3 Trompetenbäume                                    | 3      | Trompetenbaum (Catalpa bignonioides)                                             | 2007             | Seltenheit Eigenart Schönheit                                                                       | Stammumfang: 2,81 m, 2,96 m und 2,29 m | Fotos hochladen |
| ND 080         | Mülheim an der Ruhr-Saarn im Garten des Grundstücks Waldbachtal 14 Karte                                                                        | 1 Findling, 1 Quarzit                               | 2      | 1× Findling 1× Findling (Quarzit)                                                | 2007             | Wissenschaftliche Gründe Naturgeschichtliche Gründe Landeskundliche Gründe Erdgeschichtliche Gründe | Maße: 0,60 × 0,80 × 0,40 m 1,50 × 0,70 × 0,40 m | BW |
| ND 081         | Mülheim an der Ruhr-Holthausen Vor dem Kindergarten, Priesters Hof 38 Karte                                                                     | 1 Platane                                           | 1      | Ahornblättrige Platane (Platanus acerifolia)                                     | 2007             | Seltenheit Eigenart Schönheit                                                                       | Stammumfang: 4,12 m | BW |
| ND 082         | Mülheim an der Ruhr-Mülheim Grünanlage am Altstadtfriedhof, Kettwiger Straße / Friedhofweg Karte                                                | 1 Esche, 1 Esche (zweistämmig)                      | 2      | Esche (Fraxinus excelsior)                                                       | 2007             | Seltenheit Eigenart Schönheit                                                                       | Stammumfang Esche: 3,54 m Stammumfang zweistämmige Esche: 2,14 und 2,33 m | Fotos hochladen |
| ND 083         | Mülheim an der Ruhr-Mülheim Pastor-Jakobs-Straße 6–8, vor dem kath. Gesellenhaus Karte                                                          | 1 Platane                                           | 1      | Ahornblättrige Platane (Platanus acerifolia)                                     | 2007             | Seltenheit Eigenart Schönheit                                                                       | Stammumfang: 3,74 m | Fotos hochladen |
| ND 085         | Mülheim an der Ruhr-Styrum im Vorgarten Moritzstraße 68 Karte                                                                                   | 1 Kastanie                                          | 1      | Rosskastanie (Aesculus hippocastanum)                                            | 2007             | Seltenheit Eigenart Schönheit                                                                       | Stammumfang: 3,30 m | BW |
| ND 086         | Mülheim an der Ruhr-Broich im Garten des Grundstücks Kassenberg 55 Karte                                                                        | 1 Spitzahorn (zweistämmig), 1 Spitzahorn, 1 Platane | 3      | 2× Spitzahorn (Acer platanoides) 1× Ahornblättrige Platane (Platanus acerifolia) | 2007             | Seltenheit Eigenart Schönheit                                                                       | Stammumfang zweistämmiger Ahorn: 2,17 m und 0,69 m Stammumfang Ahorn: 2,87 m Stammumfang Platane: 4,11 m                                                                     | BW |
| ND 087         | Mülheim an der Ruhr-Broich im Garten des Grundstücks Graf-Wirich-Straße 23 Karte                                                                | 1 Rotbuche                                          | 1      | Rotbuche (Fagus sylvatica)                                                       | 2007             | Seltenheit Eigenart Schönheit                                                                       | Stammumfang: 4,34 m | Fotos hochladen |
| ND 088         | Mülheim an der Ruhr-Mülheim im südöstlichen Bereich des Grundstücks Wilhelmstraße 7 (Finanzamt Mülheim) Karte                                   | 1 Platane                                           | 1      | Ahornblättrige Platane (Platanus acerifolia)                                     | 2007             | Seltenheit Eigenart Schönheit                                                                       | Stammumfang: 3,87 m | BW |
| ND 089         | Mülheim an der Ruhr-Broich Im Garten des Grundstücks Kurfürstenstraße 39 Karte                                                                  | 1 Eibe                                              | 1      | Eibe (Taxus baccata)                                                             | 2007             | Seltenheit Eigenart Schönheit                                                                       | Stammumfang: 1,81 m | BW |
| ND 090         | Mülheim an der Ruhr-Saarn am Garteneingang des Grundstücks Otto-Pankok-Straße 63 Karte                                                          | 1 Eibe (dreistämmig)                                | 1      | Eibe (Taxus baccata)                                                             | 2007             | Seltenheit Eigenart Schönheit                                                                       | Stammumfang: 0,52 m, 1,34 m und 0,46 m | BW |
| ND 091         | Mülheim an der Ruhr-Mülheim Kämpchenstraße 31 / Adolfstraße Karte                                                                               | 1 Blutbuche                                         | 1      | Blutbuche (Fagus sylvatica f. purpurea)                                          | 2007             | Seltenheit Eigenart Schönheit                                                                       | Stammumfang: 3,95 m | BW |
| ND 092         | Mülheim an der Ruhr-Holthausen Im Klusepark, zwischen Kluse und Wittekindstraße Karte                                                           | 2 Rosskastanien                                     | 2      | Rosskastanie (Aesculus hippocastanum)                                            | 2007             | Seltenheit Eigenart Schönheit                                                                       | Stammumfang: 3,51 m bzw. 3,53 m | Fotos hochladen |
| ND 093         | Mülheim an der Ruhr-Heißen Honigsberger Str. 39 Karte                                                                                           | 1 Kalifornischer Mammutbaum                         | 1      | Riesenmammutbaum (Sequoiadendron giganteum)                                      | 2007             | Seltenheit Eigenart Schönheit                                                                       | Stammumfang: 3,75 m | BW |
| ND 094         | Mülheim an der Ruhr-Broich Wallfriedsweg 23 Karte                                                                                               | 1 Stiel-Eiche                                       | 1      | Stieleiche (Quercus robur)                                                       | 2007             | Seltenheit Eigenart Schönheit                                                                       | Stammumfang: 3,37 m | BW |
| ND 095         | Mülheim an der Ruhr-Broich Hammerstein 19 Karte                                                                                                 | 1 Stiel-Eiche                                       | 1      | Stieleiche (Quercus robur)                                                       | 2007             | Seltenheit Eigenart Schönheit                                                                       | Stammumfang: 3,31 m | BW |
| ND 096         | Mülheim an der Ruhr-Mülheim Auf dem Dudel (Café Plati) / Übergang Schleußeninsel Karte                                                          | 3 amerikanische Tulpenbäume                         | 3      | Tulpenbaum (Liriodendron tulipifera)                                             | 2007             | Seltenheit Eigenart Schönheit                                                                       | Stammumfang: 1,87 m, 2,07 m bzw. 2,08 m | BW |
| ND 097         | Mülheim an der Ruhr-Mülheim Dohne 54 Karte | 1 Baum-Hasel                                        | 1      | Baumhasel (Corylus colurna)                                                      | 2007             | Seltenheit Eigenart Schönheit                                                                       | Stammumfang: 2,82 m | BW |
| ND 098         | Mülheim an der Ruhr-Mülheim vor dem Grundstück Friedrich-Ebert-Str. 152 (Casino Mülheim) Karte                                                  | 2 Platanen                                          | 2      | Ahornblättrige Platane (Platanus acerifolia)                                     | 2007             | Seltenheit Eigenart Schönheit                                                                       | Stammumfang: 4,87 m bzw. 5,71 m | BW |
| ND 099         | Mülheim an der Ruhr-Speldorf Hoffmannsweg Karte                                                                                                 | 1 Stechpalme                                        | 1      | Stechpalme (Ilex aquifolium)                                                     | 2007             | Seltenheit Eigenart Schönheit                                                                       | Stammumfang: 1,91 m | BW |
| ND 100         | Mülheim an der Ruhr-Mülheim Aktienstrasse 85 (ehm. Stadtarchiv) Karte                                                                           | 1 Rotbuche                                          | 1      | Rotbuche (Fagus sylvatica)                                                       | 2007             | Seltenheit Eigenart Schönheit                                                                       | Stammumfang: 3,72 m | Fotos hochladen |
| ND 102         | Mülheim an der Ruhr-Mülheim im Hof des Amtsgerichts, Georgstraße 15 Karte                                                                       | 1 Linde                                             | 1      | Winterlinde (Tilia cordata)                                                      | 2018             | Seltenheit Eigenart Schönheit                                                                       | Stammumfang: 3,75 m | BW |
| ND 103         | Mülheim an der Ruhr-Mülheim neben dem Wohnhaus Hingbergstraße 92 Karte                                                                          | 1 Edelkastanie                                      | 1      | Edelkastanie (Castanea sativa)                                                   | 2018             | Seltenheit Eigenart Schönheit                                                                       | Stammumfang: 4,00 m Alter: ca. 140 Jahre | Fotos hochladen |
| ND 104         | Mülheim an der Ruhr-Mülheim im Garten des Wohnhauses Bahnstraße 50 Karte                                                                        | 1 Platane                                           | 1      | Ahornblättrige Platane (Platanus acerifolia)                                     | 2018             | Seltenheit Eigenart Schönheit                                                                       | Stammumfang: 4,70 m Baum steht am Mauerrand | Fotos hochladen |
| ND 105         | Mülheim an der Ruhr-Mülheim im Garten des Wohnhauses Friedrichstraße 54 Karte                                                                   | 2 Buchen                                            | 2      | 1× Rotbuche (Fagus sylvatica) 1× Blutbuche (Fagus sylvatica f. purpurea)         | 2018             | Seltenheit Eigenart Schönheit                                                                       | Stammumfang: 2,77 m bzw. 3,35 m Höhe: ca. 20 m Alter: ca. 130 Jahre | BW |
| ND 106         | Mülheim an der Ruhr-Holthausen im Garten des Wohnhauses Schlippenweg 4 Karte                                                                    | 1 Kastanie                                          | 1      | Rosskastanie (Aesculus hippocastanum)                                            | 2018             | Seltenheit Eigenart Schönheit                                                                       | Stammumfang: 5,30 m | BW |
| ND 107         | Mülheim an der Ruhr-Holthausen im Garten des Wohnhauses Jahnstraße 5 Karte                                                                      | 1 Rotbuche                                          | 1      | Blutbuche (Fagus sylvatica f. Purpurea)                                          | 2018             | Seltenheit Eigenart Schönheit                                                                       | Stammumfang: 3,00 m | BW |
| ND 108         | Mülheim an der Ruhr-Holthausen auf dem Grundstück Hölterstraße 48 / Hölterschule Karte                                                          | 2 Linden                                            | 2      | Winterlinde (Tilia cordata)                                                      | 2018             | Seltenheit Eigenart Schönheit                                                                       | Stammumfang: 2,98 m bzw. 2,66 m | BW |
| ND 109         | Mülheim an der Ruhr-Mülheim vor dem Wohnhaus Papenbuschstraße 38 Karte                                                                          | 1 Kastanie                                          | 1      | Rosskastanie (Aesculus hippocastanum)                                            | 2018             | Seltenheit Eigenart Schönheit                                                                       | Stammumfang: 4,20 m | Fotos hochladen |
| ND 110         | Mülheim an der Ruhr-Dümpten im Garten des Wohnhauses Schachtweg 8 Karte                                                                         | 1 Blutbuche                                         | 1      | Blutbuche (Fagus sylvatica f. purpurea)                                          | 2018             | Seltenheit Eigenart Schönheit                                                                       | Stammumfang: 3,00 m | BW |
| ND 111         | Mülheim an der Ruhr-Styrum im Vorgarten des Hauses Friesenstraße 47 Karte                                                                       | 2 Kastanien                                         | 2      | Rosskastanie (Aesculus hippocastanum)                                            | 2018             | Seltenheit Eigenart Schönheit                                                                       | Stammumfang: 3,50 m bzw. 2,37 m | BW |
| ND 112         | Mülheim an der Ruhr-Speldorf auf dem Grundstück Duisburger Straße 443 Karte                                                                     | 1 Bergahorn                                         | 1      | Bergahorn (Acer pseudoplatanus)                                                  | 2018             | Seltenheit Eigenart Schönheit                                                                       | Stammumfang: 2,76 m | BW |
| ND 113         | Mülheim an der Ruhr-Speldorf auf dem Gartengrundstück hinter dem Haus Baakendorfer Straße 34 Karte                                              | 4 Kopfweiden                                        | 4      | Weide (Salix spec.)                                                              | 2018             | Seltenheit Eigenart Schönheit                                                                       | Stammumfang: 3,00 – 4,00 m | BW |
| ND 114         | Mülheim an der Ruhr-Speldorf im Garten des Wohnhauses Karlsruher Straße 63 Karte                                                                | 1 Weide                                             | 1      | Weide (Salix spec.)                                                              | 2018             | Seltenheit Eigenart Schönheit                                                                       | Stammumfang: 3,50 m | BW |
| ND 115         | Mülheim an der Ruhr-Mülheim im Garten des Wohnhauses Dohne 57 Karte                                                                             | 1 Buche                                             | 1      | Blutbuche (Fagus sylvatica f. purpurea)                                          |                  | Seltenheit Eigenart Schönheit                                                                       | Stammumfang: 4,53 m | BW |
| ND 116         | Mülheim an der Ruhr-Mülheim im Garten des Wohnhauses Friedrichstraße 75 Karte                                                                   | 1 Blutbuche                                         | 1      | Blutbuche (Fagus sylvatica f. purpurea)                                          | 2018             | Seltenheit Eigenart Schönheit                                                                       | Stammumfang: 3,12 m | BW |